# 青春時計
「青春時計」（せいしゅんどけい）は、日本の女性アイドルグループ・NGT48の楽曲。作詞は秋元康、作曲は大河原昇が担当した。2017年4月12日にNGT48のデビューシングルとしてソニー・ミュージックレーベルズ（アリオラジャパン）から発売された。楽曲のセンターポジションは中井りかが務めた。

## 背景とリリース
Type-A、Type-B、Type-C（以上、CD+DVD）、NGT48 CD盤（CDのみ）の4タイプおよび、配信限定のSpecial Editionを含めた計5形態で発売された。「NGT48 CD盤」はイベント応募サイト「forTUNE music」限定で、個別握手会参加券が付属される。姉妹グループにおける「劇場盤」が単一サイト限定での流通に対し、NGT48においては一般でも流通されている。
NGT48のメジャーデビューについては、2016年6月18日に新潟市・HARD OFF ECOスタジアム新潟で開催された『AKB48 45thシングル 選抜総選挙』開票イベント前に行われたAKB48グループコンサートにおいて発表された。時期は2016年秋から2017年初頭を目処としていた。2017年1月20日にTOKYO DOME CITY HALLで開催されたNGT48初の単独コンサート『NGT48 1周年記念コンサートin TDC 〜Maxときめかせちゃっていいですか?〜』においてシングルの発売日ならびに選抜メンバー、センターポジションが発表された。
2017年3月14日に国立代々木競技場第一体育館で開催された『COUNT DOWN TV GIRLS FES 2017』において、カップリング曲「暗闇求む」とともに表題曲「青春時計」が初披露された。また2017年3月18日にはメジャーデビュー発表の場所でもあるHARD OFF ECOスタジアム新潟で『祝・メジャーデビュー! NGT48ここからプレーボール!@HARD OFF ECOスタジアム新潟』が開催され、シングル収録曲の「下の名で呼べたのは…」「出陣」「純情よろしく」が初披露された。
2017年3月23日にはメジャーデビューの報告として、北原里英・荻野由佳・小熊倫実とNGT48劇場支配人・今村悦朗が新潟市役所の篠田昭市長、新潟県庁の米山隆一知事(いずれも当時)の元へ表敬訪問を行った。
衣装は茅野しのぶ（オサレカンパニー、当時AKB48グループ総支配人・AKB48劇場支配人）によるもので、新潟県の象徴ともいえる朱鷺の「赤と白」を基調としている。背中にリボンを携え、妖精をイメージした衣装となっており、AKB48グループにおいて、デビューの段階で制服以外の衣装を着用したのはNGT48が初であった。振付は水曜日のカンパネラなどを手掛けるコレオグラファーの竹森徳芳が担当した。
CDに付属されるDVDの特典映像には、メンバー26人それぞれが異なるクリエイターとコラボした映像作品が収録されている。

## 音楽性
楽曲は、さわやかな曲調で男子の恋心を歌った青春ソングとなっている。ふんわりとした不思議なラップが入る構成になっているが、全体的にはノスタルジックな歌謡曲をベースとしている。中井のラップから始まり、イントロのほか間奏・アウトロもなく、全編が歌で構成されている。

## リミックス版
下記2曲は2017年9月27日発売のアナログ盤（後述）に収録されている。

### 青春時計（豆腐メンタル Remix by tofubeats）
本曲はtofubeatsによるリミックスバージョン「青春時計（豆腐メンタル Remix by tofubeats）」（せいしゅんどけい とうふメンタル リミックス バイ トーフビーツ）が公式に制作され、2017年7月24日に配信でリリースされた。
AKB48グループにおける公式でのリミックス楽曲は、NMB48のアルバム『世界の中心は大阪や 〜なんば自治区〜』に収録されている「カモネギックス<Remo-Con REMIX>」以来2作目である。tofubeatsによると「原曲のドキドキする感じはそのままに少しゆったり散歩しているようなアレンジ」である。中井りかによると原曲は春らしく可愛らしい曲であるが、このリミックスでは夏っぽい雰囲気でノリノリな感じになっていて、ギャップがあり、くせになる。

### 青春時計（フランスパン Remix by happy machine）
「豆腐メンタル Remix」に続き、フランス人トラックメーカー・happy machineによる「青春時計（フランスパン Remix by happy machine）」（せいしゅんどけい フランスパン リミックス バイ ハッピーマシーン）が制作され、2017年8月23日より配信開始された。
リミックス作業を「ちょっとした旅行」のような感覚で行うことが多いというhappy machineが、新潟から東京、フランスの雰囲気を掛け合わせて制作した。

## プロモーション
メジャーデビューにあたり、2017年4月8日より大々的な全国プロモーションを行った。翌9日には、新潟で『春航祭 2017』内でのトークショーを、東京でムック本『My Girl Vol.17』のお渡し会を、名古屋・大阪ではショッピングモールでのミニ握手会を開催した。翌10日以降は、札幌、仙台、埼玉、神奈川、千葉、石川、富山、京都、滋賀、神戸、広島、福岡の、前日分を合わせた計16都市で、メディアへの出演やCDショップ訪問、オリコン・日刊スポーツ新聞社など各メディア媒体への訪問によるPR行脚を行った。
デビュー当日の2017年4月12日には、NGT48お披露目の場所でもある新潟市歴史博物館（みなとぴあ）において、ミニライブおよび握手会イベント『祝 4.12 NGT48 メジャーデビュー!ここから始まる握手の絆 in みなとぴあ』を開催した。同イベントには新潟県出身の歌手・小林幸子がサプライズゲストとして登場した。

## アートワーク
| Type-A     | 佐藤杏樹、中井りか、本間日陽、菅原りこ（左から）     |
| Type-B     | 小熊倫実、加藤美南、太野彩香、山口真帆（左から）     |
| Type-C     | 西潟茉莉奈、高倉萌香、長谷川玲奈、北原里英（左から） |
| NGT48 CD盤 | 柏木由紀、荻野由佳、山田野絵、村雲颯香（左から）     |

アーティスト写真およびジャケット写真はNGT48の本拠地であるNGT48劇場（ラブラ2、新潟市）周辺で撮影された。アーティスト写真の舞台は万代シテイの交差点であり、背後には万代シテイバスセンターやレインボータワーがうかがえる。我妻晃司がアートディレクション、梅津さとみがデザインを担当し、「ここが私達のアビイロード」をコンセプトに、交差点中央から見た四方の景色と横断歩道を歩くメンバーでデザインされている。ロゴは高橋鉄平（Phazee）によるもので、リミックス版およびアナログ盤のアートワークでも同様に採用されている。ジャケット写真を左からType-A、Type-B、Type-C、NGT48 CD盤の順に横に並べると1枚のデザインになる。アナログ盤のジャケットは、万代シテイ交差点を舞台に、アーティスト写真にも使用された「NGT48」の文字を模したオブジェが上から撮影されており、このオブジェを上から見ると佐渡島を含めた新潟県の形になっている。アナログ盤にはシングルCD各Typeのジャケットが封入されており、スリーブの表面に入れて着せ替えができる。

## ミュージック・ビデオ
青春時計
ミュージック・ビデオ (MV) は2017年3月17日午前9時30分からSHOWROOMにおいて、『NGT48デビューシングル「青春時計」MVフルサイズ視聴会』としてフルサイズを初公開し、その後YouTubeでもフルサイズで公開された。
MVは「人と人とのつながり」をテーマとして、2017年2月16日に、新潟県内外からエキストラとして募った約1,000人のファンと共に撮影した。地元密着の活動を大切にしてきたNGT48だけに、NGT48劇場が所在する新潟市の万代シテイ周辺を中心に撮影が行われた。万代シテイの交差点で手をつないでのダンスシーンも取り入れられている。MVには「2015ミス・アース・ジャパン」であり新潟県在住の山田彩乃、NGT48とラジオ番組『NGT48のみんな神対応!! ラジオあくしゅ会!!』（FM-NIIGATA）で共演しているお笑いタレントの関田将人や、新潟県のゆるキャラであるレルヒさん・えちゴン・花野古町&笹団五郎・ブリカツくん・ばんにゃいも出演している。
監督は過去2作のNGT48のMV「Maxとき315号」「みどりと森の運動公園」を手掛けた中村太洸が務めた。
青春時計（豆腐メンタル Remix by tofubeats）
「青春時計」はリミックスバージョンについてもMVが制作され、2017年7月8日にNGT48の握手会会場（幕張メッセ）において先行公開され、同年7月13日にYouTubeで公開された。MVは2017年4月10日と11日にメンバー全員でおこなった全国16都市のメディア・店頭を巡るキャンペーンの際の映像で構成されている。オリジナル版と同じく中村太洸が監督を務めた。
青春時計（フランスパン Remix by happy machine）
「フランスパン Remix」のMVは、NGT48のメジャーデビュー前後の「青春時計」パフォーマンスシーンや舞台裏の様子で構成されている。監督は柿本健太が担当した。
出陣
荻野由佳がセンターを務める「出陣」のMVは、NGT48にとって初のショートムービー仕様となっており、全編13分を超える。監督は狩野比呂が担当した。
純情よろしく
本間日陽がセンターを務める「純情よろしく」は、ダンス選抜ユニット曲となっており、MVの舞台は空港である。監督は大喜多正毅が担当した。
暗闇求む
NGT48全メンバー26人による「暗闇求む」のMVでは、ダブルセンターの加藤美南と高倉萌香を中心として、26人が吸い込まれそうなほどの暗闇の中の海を背景に、竹中夏海振付による美しいアシンメトリー（左右非対称）なダンスを展開する。研究生の水澤彩佳の2017年3月末でのグループ卒業が決定していたため、結成メンバー全員によるMVは今作が最後となった。監督を務めたのは井上哲央。
なおカップリング曲のMV3作はYouTubeではショートバージョンのみが公開されていたが、AKB48 49thシングル 選抜総選挙の速報結果において1位に荻野、5位に本間、7位に高倉が躍進したことを受け、2017年6月5日正午に6月末までの期間限定としてフルバージョンが公開された。

## メディアでの使用
青春時計
TBS系『COUNT DOWN TV』の2017年4・5月度オープニングテーマ。
一正蒲鉾 うな次郎「うな次郎キャラ篇」「ほとんど丑の日篇」のCMソング。
また、MUSIC ON! TVのマンスリーピックアップ「M-ON! Recommend」（2017年4月度）および、ニッポン放送の「4月度優秀新人」に選出されている。

## シングル収録トラック

### Type-A
| #         | タイトル                        | 作詞      | 作曲               | 編曲               | 時間  |
| --------- | ------------------------------- | --------- | ------------------ | ------------------ | ----- |
| 1.        | 「青春時計」(Team NIII)         | 秋元康    | 大河原昇           | 大河原昇           | 3:28  |
| 2.        | 「空き缶パンク」                | 秋元康    | KEIT               | KEIT               | 4:29  |
| 3.        | 「出陣」                        | 秋元康    | 早川博隆、尋木ヒロ | 早川博隆、尋木ヒロ | 5:48  |
| 4.        | 「青春時計 off vocal ver.」     |           | 大河原昇           | 大河原昇           | 3:28  |
| 5.        | 「空き缶パンク off vocal ver.」 |           | KEIT               | KEIT               | 4:29  |
| 6.        | 「出陣 off vocal ver.」         |           | 早川博隆、尋木ヒロ | 早川博隆、尋木ヒロ | 5:46  |
| 合計時間: | 合計時間:                       | 合計時間: | 合計時間:          | 合計時間:          | 27:29 |

| #   | タイトル                                 | 作詞 | 作曲・編曲 | 監督                    |
| --- | ---------------------------------------- | ---- | ---------- | ----------------------- |
| 1.  | 「青春時計 MUSIC VIDEO」                 |      |            | 中村太洸                |
| 2.  | 「出陣 MUSIC VIDEO」                     |      |            | 狩野比呂                |
| 3.  | 「大滝友梨亜 × DjHiRo Fantastic Motion」 |      |            | DjHiRo Fantastic Motion |
| 4.  | 「荻野由佳 × 石井麻里」                  |      |            | 石井麻里                |
| 5.  | 「小熊倫実 × 田中敦子」                  |      |            | 田中敦子                |
| 6.  | 「柏木由紀 × フカツマサカズ」            |      |            | フカツマサカズ          |
| 7.  | 「加藤美南 × マムシの三男」              |      |            | マムシの三男            |
| 8.  | 「角ゆりあ × 加藤マニ」                  |      |            | 加藤マニ                |
| 9.  | 「北原里英 × 佐藤亜美」                  |      |            | 佐藤亜美                |
| 10. | 「日下部愛菜 × 今泉 洋」                 |      |            | 今泉洋                  |

### Type-B
| #         | タイトル                        | 作詞      | 作曲        | 編曲        | 時間  |
| --------- | ------------------------------- | --------- | ----------- | ----------- | ----- |
| 1.        | 「青春時計」(Team NIII)         | 秋元康    | 大河原昇    | 大河原昇    | 3:28  |
| 2.        | 「空き缶パンク」                | 秋元康    | KEIT        | KEIT        | 4:29  |
| 3.        | 「純情よろしく」                | 秋元康    | Hiro Hoashi | Hiro Hoashi | 4:54  |
| 4.        | 「青春時計 off vocal ver.」     |           | 大河原昇    | 大河原昇    | 3:28  |
| 5.        | 「空き缶パンク off vocal ver.」 |           | KEIT        | KEIT        | 4:29  |
| 6.        | 「純情よろしく off vocal ver.」 |           | Hiro Hoashi | Hiro Hoashi | 4:53  |
| 合計時間: | 合計時間:                       | 合計時間: | 合計時間:   | 合計時間:   | 25:43 |

| #   | タイトル                     | 作詞 | 作曲・編曲 | 監督       |
| --- | ---------------------------- | ---- | ---------- | ---------- |
| 1.  | 「青春時計 MUSIC VIDEO」     |      |            | 中村太洸   |
| 2.  | 「純情よろしく MUSIC VIDEO」 |      |            | 大喜多正毅 |
| 3.  | 「佐藤杏樹 × 永野義弘」      |      |            | 永野義弘   |
| 4.  | 「菅原りこ × 中島 望」       |      |            | 中島望     |
| 5.  | 「清司麗菜 × 宮川慶大」      |      |            | 宮川慶大   |
| 6.  | 「高倉萌香 × 高橋栄樹」      |      |            | 高橋栄樹   |
| 7.  | 「太野彩香 × 及川勝仁」      |      |            | 及川勝仁   |
| 8.  | 「髙橋真生 × 関山雄太」      |      |            | 関山雄太   |
| 9.  | 「中井りか × 中村太洸」      |      |            | 中村太洸   |
| 10. | 「中村歩加 × 森 翔太」       |      |            | 森翔太     |

### Type-C
| #         | タイトル                        | 作詞      | 作曲           | 編曲      | 時間  |
| --------- | ------------------------------- | --------- | -------------- | --------- | ----- |
| 1.        | 「青春時計」(Team NIII)         | 秋元康    | 大河原昇       | 大河原昇  | 3:28  |
| 2.        | 「空き缶パンク」                | 秋元康    | KEIT           | KEIT      | 4:29  |
| 3.        | 「暗闇求む」                    | 秋元康    | Mitsu-J_YADAKO | 立山秋航  | 4:07  |
| 4.        | 「青春時計 off vocal ver.」     |           | 大河原昇       | 大河原昇  | 3:28  |
| 5.        | 「空き缶パンク off vocal ver.」 |           | KEIT           | KEIT      | 4:29  |
| 6.        | 「暗闇求む off vocal ver.」     |           | Mitsu-J_YADAKO | 立山秋航  | 4:05  |
| 合計時間: | 合計時間:                       | 合計時間: | 合計時間:      | 合計時間: | 24:07 |

| #   | タイトル                         | 作詞 | 作曲・編曲 | 監督            |
| --- | -------------------------------- | ---- | ---------- | --------------- |
| 1.  | 「青春時計 MUSIC VIDEO」         |      |            | 中村太洸        |
| 2.  | 「暗闇求む MUSIC VIDEO」         |      |            | 井上哲央        |
| 3.  | 「奈良未遥 × 米山三郎」          |      |            | 米山三郎        |
| 4.  | 「西潟茉莉奈 × TAKUYA UCHIYAMA」 |      |            | TAKUYA UCHIYAMA |
| 5.  | 「西村菜那子 × 濱田禮徳」        |      |            | 濱田禮徳        |
| 6.  | 「長谷川玲奈 × 樋口慧一」        |      |            | 樋口慧一        |
| 7.  | 「本間日陽 × 山田彩華」          |      |            | 山田彩華        |
| 8.  | 「水澤彩佳 × 中村隆太郎」        |      |            | 中村隆太郎      |
| 9.  | 「宮島亜弥 × MAD PRODUCTION」    |      |            | MAD PRODUCTION  |
| 10. | 「山口真帆 × 酒井伸太郎」        |      |            | 酒井伸太郎      |
| 11. | 「村雲颯香 × 澤 礼門」           |      |            | 澤礼門          |
| 12. | 「山田野絵 × 奥藤祥弘」          |      |            | 奥藤祥弘        |

### NGT48 CD盤
| #         | タイトル                               | 作詞      | 作曲             | 編曲             | 時間  |
| --------- | -------------------------------------- | --------- | ---------------- | ---------------- | ----- |
| 1.        | 「青春時計」(Team NIII)                | 秋元康    | 大河原昇         | 大河原昇         | 3:28  |
| 2.        | 「空き缶パンク」                       | 秋元康    | KEIT             | KEIT             | 4:29  |
| 3.        | 「下の名で呼べたのは…」(研究生)        | 秋元康    | 田靡達也、名雪亘 | 田靡達也、名雪亘 | 4:51  |
| 4.        | 「青春時計 off vocal ver.」            |           | 大河原昇         | 大河原昇         | 3:28  |
| 5.        | 「空き缶パンク off vocal ver.」        |           | KEIT             | KEIT             | 4:29  |
| 6.        | 「下の名で呼べたのは… off vocal ver.」 |           | 田靡達也、名雪亘 | 田靡達也、名雪亘 | 4:50  |
| 合計時間: | 合計時間:                              | 合計時間: | 合計時間:        | 合計時間:        | 25:37 |

### Special Edition
| #         | タイトル                | 作詞      | 作曲               | 編曲               | 時間  |
| --------- | ----------------------- | --------- | ------------------ | ------------------ | ----- |
| 1.        | 「青春時計」            | 秋元康    | 大河原昇           | 大河原昇           | 3:28  |
| 2.        | 「空き缶パンク」        | 秋元康    | KEIT               | KEIT               | 4:29  |
| 3.        | 「出陣」                | 秋元康    | 早川博隆、尋木ヒロ | 早川博隆、尋木ヒロ | 5:48  |
| 4.        | 「純情よろしく」        | 秋元康    | Hiro Hoashi        | Hiro Hoashi        | 4:54  |
| 5.        | 「暗闇求む」            | 秋元康    | Mitsu-J_YADAKO     | 立山秋航           | 4:07  |
| 6.        | 「下の名で呼べたのは…」 | 秋元康    | 田靡達也、名雪亘   | 田靡達也、名雪亘   | 4:51  |
| 合計時間: | 合計時間:               | 合計時間: | 合計時間:          | 合計時間:          | 27:37 |

## 選抜メンバー
- 荻野由佳
- 小熊倫実
- 柏木由紀
- 加藤美南
- 北原里英
- 佐藤杏樹
- 菅原りこ
- 高倉萌香
- 太野彩香
- 中井りか
- 西潟茉莉奈
- 長谷川玲奈
- 本間日陽
- 村雲颯香
- 山口真帆
- 山田野絵

## 『青春時計（豆腐メンタル Remix by tofubeats）』（アナログ盤）
『青春時計（豆腐メンタル Remix by tofubeats）』（せいしゅんどけい とうふメンタル リミックス バイ トーフビーツ）は、NGT48のアナログ盤（LPレコード）であり、アルバムに分類される。2017年9月27日にソニー・ミュージックレーベルズ（アリオラジャパン）から発売された。
NGT48初のアナログ盤である。発売に先駆けて配信されていた上述の「青春時計」のリミックス版2曲のほか、「オリジナルMix」および「アカペラMix」「Instrumental」がA面に、カップリングの5曲がB面に収録されている。

### 収録曲
| #         | タイトル                                            | 作詞      | 作曲      | Remix / 編曲  | 時間  |
| --------- | --------------------------------------------------- | --------- | --------- | ------------- | ----- |
| 1.        | 「青春時計（豆腐メンタル Remix by tofubeats）」     | 秋元康    | 大河原昇  | tofubeats     | 4:14  |
| 2.        | 「青春時計（フランスパン Remix by happy machine）」 | 秋元康    | 大河原昇  | happy machine | 3:53  |
| 3.        | 「青春時計（オリジナルMix）」                       | 秋元康    | 大河原昇  | 大河原昇      | 3:28  |
| 4.        | 「青春時計（アカペラ Mix）」                        | 秋元康    | 大河原昇  |               | 3:28  |
| 5.        | 「青春時計（Instrumental）」                        |           | 大河原昇  | 大河原昇      | 3:28  |
| 合計時間: | 合計時間:                                           | 合計時間: | 合計時間: | 合計時間:     | 18:31 |

| #         | タイトル                | 作詞      | 作曲               | 編曲               | 時間  |
| --------- | ----------------------- | --------- | ------------------ | ------------------ | ----- |
| 1.        | 「空き缶パンク」        | 秋元康    | KEIT               | KEIT               | 4:29  |
| 2.        | 「出陣」                | 秋元康    | 早川博隆、尋木ヒロ | 早川博隆、尋木ヒロ | 5:48  |
| 3.        | 「純情よろしく」        | 秋元康    | Hiro Hoashi        | Hiro Hoashi        | 4:55  |
| 4.        | 「暗闇求む」            | 秋元康    | Mitsu-J_YADAKO     | 立山秋航           | 4:07  |
| 5.        | 「下の名で呼べたのは…」 | 秋元康    | 田靡達也、名雪亘   | 田靡達也、名雪亘   | 4:50  |
| 合計時間: | 合計時間:               | 合計時間: | 合計時間:          | 合計時間:          | 24:09 |